# رافائيل إدري
رافائيل إدري (بالعبرية: רפאל אדרי) (10 سبتمبر 1937 - 22 يونيو 2024) هو سياسي إسرائيلي سابق، شغل منصب وزير البيئة ووزير بدون حقيبة وزارية بين عامي 1988 و1990.

## سيرته الذاتية
وُلِد إدري في الدار البيضاء بالمغرب، وهاجر ضمن عليا في عام 1956. في عام 1965، عُرِف باسم رافائيل كوهين وعمل مهندس شركة نفطية، تزوج من آني كلود عمار، ابنة رجل الأعمال اليهودي المغربي ديفيد عمار، بحضور اثنين من أعضاء الحكومة المغربية، والعديد من الوزراء السابقين ورئيس الشرطة الوطنية. وقد تُوفِّيت في 6 أغسطس 1993.
انضم إدري إلى حزب العمل وشغل منصب رئيس المجلس المحلي لحتسور هجليليت. بعيداً عن السياسة، كان إدري اللجنة التنفيذية لسولل بونه، وعمل كمدير عام ورئيس مجلس إدارة شيكون أوفدم، وترأس الجمعية العالمية لليهود المغاربيين في إسرائيل.
في عام 1981، اُنتخِب في قائمة الكنيست عن حزب معراخ. وقد أُعِيد انتخابه في عام 1984 وشغل منصب رئيس مجموعة معراخ البرلمانية وائتلاف حكومة الوحدة الوطنية. أُعِيد انتخابه مرة أخرى في عام 1988، وعُيِّن وزيراً بدون حقيبة وزارية في حكومة الوحدة الوطنية لعام 1988. غادر الحكومة في عام 1990 عندما انسحب حزب معراخ من الائتلاف. بعد إعادة انتخابه في عام 1992 أصبح نائباً لرئيس الكنيست، وهو المنصب الذي تقلده بعد انتخابات 1996. وخسر مقعده في انتخابات عام 1999.

## وصلات خارجية
- رافائيل إدري على الموقع الإلكتروني للكنيست